# Yinlong
Yinlong (českým přepisem Jin-lung, „ukrytý drak“) byl rodem drobného a vývojově velmi starobylého rohatého dinosaura z čeledi Chaoyangsauridae, žijícího v období svrchní jury (asi před 161 až 156 miliony let) na území dnešní Číny (provincie Sin-ťiang, geologické souvrství Š'-šu-kou).

## Objev a popis
Typový exemplář formálně popsali v roce 2006 paleontologové Sü Sing, Catherine Forsterová, Jim Clark a Mo Ťin-jou. Malý ceratops byl dvounohým býložravcem a měřil na délku pouze 1,2 metru, vážil kolem 10 kg. Podle paleontologa Thomase R. Holtze, Jr. však dosahoval délky až 3 metry. V jeho břišní dutině byly objeveny trávicí kameny gastrolity. Zdá se, že Yinlong je vůbec nejranějším známým rohatým dinosaurem, primitivnějším než rody Liaoceratops, Yamaceratops nebo Archaeoceratops. Na základě anatomie tohoto druhu stanovili autoři popisné studie nový klad ptakopánvých dinosaurů, který nazvali Heterodontosauriformes (zahrnující klad Marginocephalia a čeleď Heterodontosauridae).
Vývojovým příbuzným tohoto rodu byl i geologicky mladší evropský druh Stenopelix valdensis, žijící v době před 140 miliony let na území dnešního Německa.

## Paleoekologie
Predátorem tohoto malého ceratopse mohl být například vývojově primitivní tyranosauroid druhu Guanlong wucaii.